# 1775 en musique classique
| \| • Retour à la chronologie générale de la musique classique • \| |
| Grèce • Rome • Haut Moyen Âge • VIIIe siècle • IXe siècle • Xe siècle • XIe siècle XIIe siècle • XIIIe siècle • XIVe siècle • XVe siècle • XVIe siècle • XVIIe siècle XVIIIe siècle • XIXe siècle • XXe siècle • XXIe siècle |
| • Retour à la chronologie générale de la musique classique • |

| Années en musique classique : 1772 - 1773 - 1774 - 1775 - 1776 - 1777 - 1778    |
| Décennies en musique classique : 1740 - 1750 - 1760 - 1770 - 1780 - 1790 - 1800 |

## Événements
- 13 janvier : La finta giardiniera, opéra-bouffe de Wolfgang Amadeus Mozart, créé à Munich.
- 21 janvier : Ariadne auf Naxos, mélodrame de Georg Anton Benda, créé à Gotha.
- 23 avril : Il re pastore (Le Roi pasteur) drame en musique de Mozart, créé à Salzbourg.
- 11 juin : Messe du sacre de Louis XVI à Reims composée par François Giroust.
- 9 août : la Sérénade en ré majeur KV 204 de Mozart est créée à l'occasion des cérémonies de l'Université de Salzbourg.
- 10 octobre[1] : Il Socrate immaginario (Le Socrate imaginaire), opéra-bouffe de Giovanni Paisiello, créé à Naples.
- 21 octobre : La Duègne (en), opéra de Thomas Linley, créé au Covent Garden de Londres.
- Début de la Querelle des Gluckistes et des Piccinnistes.
- Les 5 concertos pour violon de Wolfgang Amadeus Mozart sont composés entre avril et décembre.
- La Symphonie nº 52 K. 208+102 en ut majeur de Mozart est composée.
- Le Chevalier de Saint-Georges commence la composition des 10 symphonies concertantes.

## Naissances

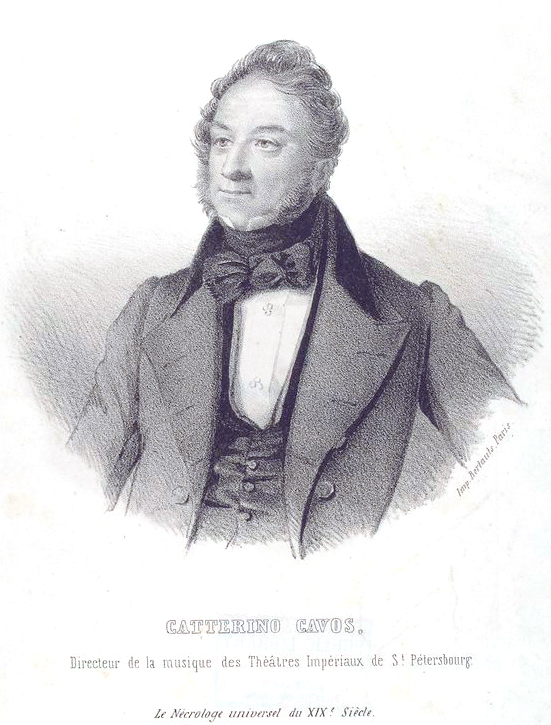
Catterino Cavos

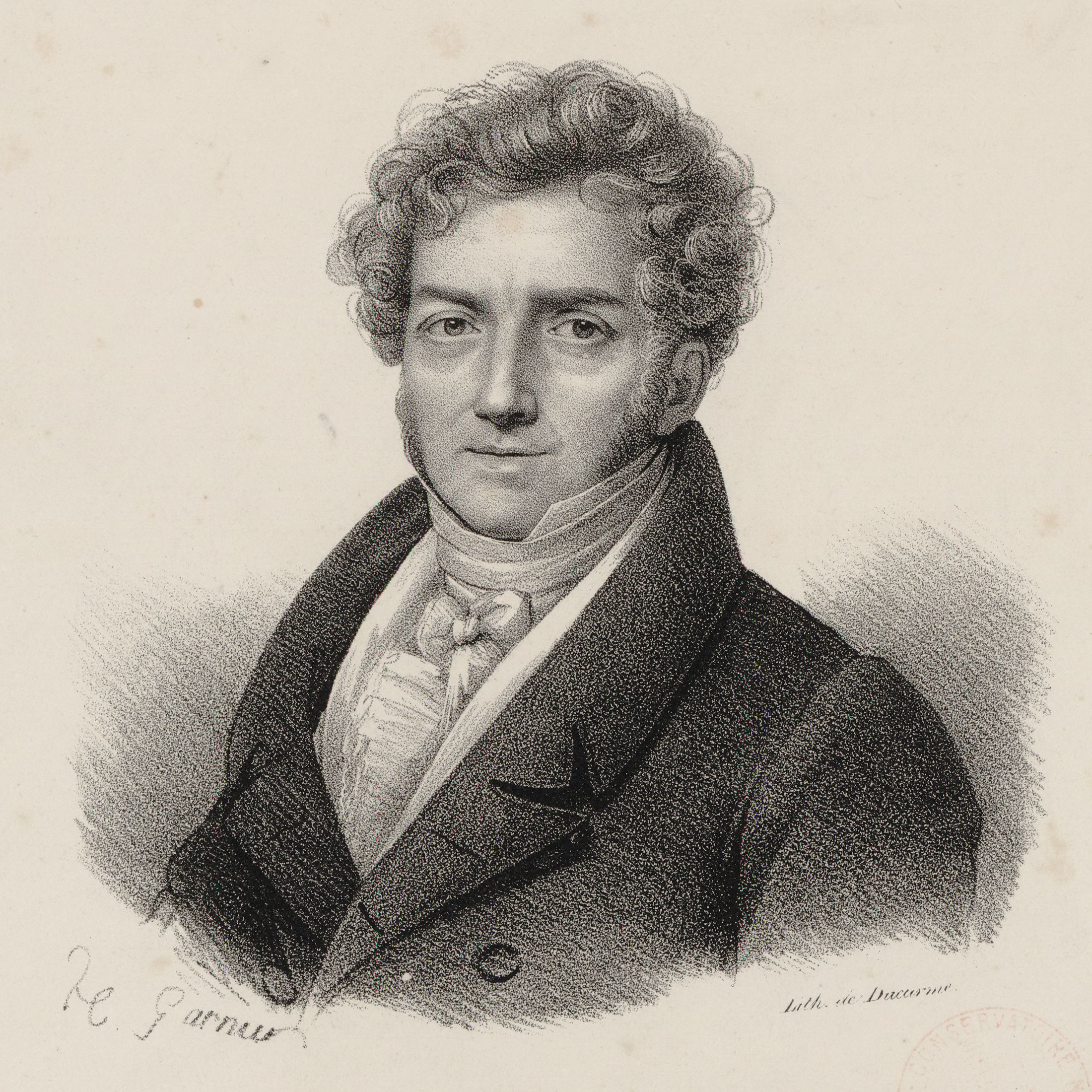
François Boieldieu

- 22 janvier : Manuel Garcia, compositeur, chanteur d'opéra et chef de troupe espagnol († 2 juin 1832).
- 11 avril : Charles Dumonchau, pianiste et compositeur français († 21 décembre 1820).
- 13 juin : Antoni Henryk Radziwiłł, homme d'État et junker prusso-polonais, ainsi qu'un compositeur († 7 avril 1833).
- 5 juillet : William Crotch, organiste et compositeur anglais († 29 décembre 1847).
- 2 août : José Ángel Lamas, compositeur vénézuélien († 10 décembre 1814).
- 28 août : Sophie Gail, compositrice française († 24 juillet 1819).
- 6 octobre : Johann Anton André, éditeur de musique et compositeur allemand († 6 avril 1842).
- 15 octobre : Bernard Henrik Crusell, compositeur et clarinettiste finlandais († 28 juillet 1838).
- 21 octobre : Giuseppe Baini, compositeur et chef de chœur italien († 21 mai 1844).
- 27 octobre : Traugott Maximilian Eberwein, compositeur et chef d'orchestre allemand († 2 décembre 1831).
- 30 octobre : Catterino Cavos, compositeur, organiste et chef d'orchestre italien († 10 mai 1840).
- 6 novembre : August Wilhelm Hartmann, violoniste, organiste et compositeur classique danois († 15 novembre 1850).
- 25 novembre : Joseph Borremans, compositeur, organiste et chef d'orchestre du royaume uni des Pays-Bas.
- 16 décembre : François Boieldieu, compositeur français († 8 octobre 1834).
- 25 décembre : João Domingos Bomtempo, compositeur, pianiste, hautboïste et pédagogue portugais († 18 août 1842).

Date indéterminée
- Luigi Mosca, compositeur italien († 30 novembre 1824).
- Margaret Essex, compositrice anglaise († 1807).
- Pierre-Paul Gebauer, corniste et compositeur français († ?).

## Décès

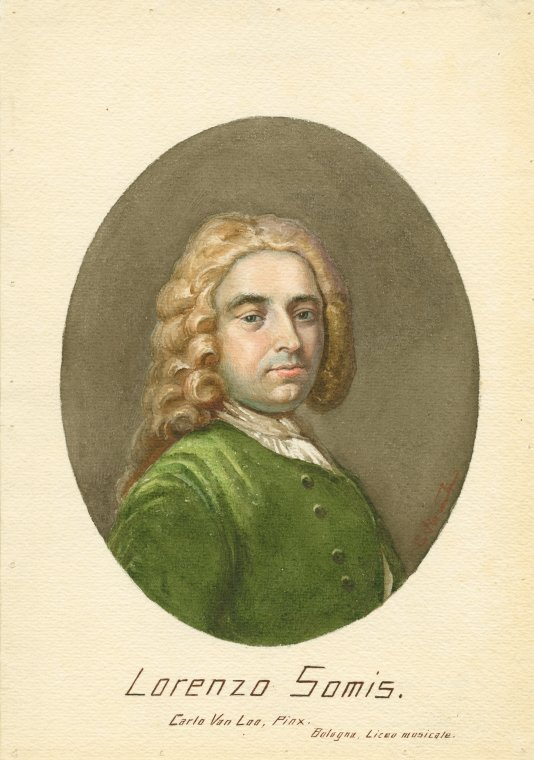
Lorenzo Somis

- 15 janvier : Giovanni Battista Sammartini, compositeur italien (° vers 1700).
- 7 mai : Cornelius Heinrich Dretzel, compositeur, organiste et musicologue allemand (° 18 septembre 1697).
- 5 mai : Charles-Joseph Riepp, facteur d'orgue français d'origine allemande (° 24 janvier 1710).
- 9 mai : Vittoria Tesi, cantatrice italienne (° 13 février 1700).
- 11 juin : Egidio Duni, compositeur italien (° 9 février 1709).
- 6 août : Heinrich Nikolaus Gerber, compositeur allemand (° 6 septembre 1702).
- 12 septembre : Charles-Louis Mion, compositeur français (° 17 décembre 1699).
- 7 novembre : François Rebel, compositeur et violoniste français (° 19 juin 1701).
- 29 novembre : Lorenzo Somis, peintre, violoniste et compositeur italien (° 11 novembre 1688).

Vers 1775
- Domenico Gallo, violoniste et compositeur italien (° vers 1730).

1775 ou 1785 : Carlo Cotumacci, compositeur italien (° date incertaine : 1698, 1711 ou 1719).